# Eduardo Weruaga Prieto
Eduardo Weruaga Prieto (Ponferrada, 6 de febrero de 1968) es doctor en Ciencias Naturales y Doctor en Biología y catedrático del departamento de Biología Celular y Patología de la Universidad de Salamanca. Dirige un equipo de investigación en el Laboratorio de Plasticidad neuronal y Neuroreparación, en el Instituto de Neurociencias de Castilla y León (INCyL), en coordinación con la Red Olfativa Española (ROE).
En la actualidad, dicho equipo realiza estudios sobre el sistema olfativo utilizando modelos de ratón con neurodegeneración selectiva, así como diversas terapias celulares (células madre) enfocadas en paliar dicha neurodegeneración. El equipo dirigido por Weruaga también imparte docencia en el Master en Neurociencias (Universidad de Salamanca), así como talleres divulgativos sobre los sentidos del gusto y el olfato, en colaboración con el INCyL y el ROE.